# Brian Burke
Brian P. Burke (* 30. Juni 1955 in Providence, Rhode Island) ist ein ehemaliger US-amerikanisch-kanadischer Eishockeyspieler, der jedoch vor allem als Funktionär Bekanntheit erlangte. Als General Manager war er in der National Hockey League bereits für die Hartford Whalers (1992–1993), Vancouver Canucks (1998–2004), Anaheim Ducks (2005–2008) und Toronto Maple Leafs (2008–2013) tätig, wobei er mit den Ducks in den Playoffs 2007 den Stanley Cup gewann. Anschließend fungierte er von 2013 bis 2018 als President of Hockey Operations bei den Calgary Flames, deren Geschicke er auch interimsweise als General Manager leitete. Von Februar 2021 bis April 2023 war er zuletzt ebenso als President of Hockey Operations für die Pittsburgh Penguins tätig.
Darüber hinaus fungierte Burke als General Manager der Nationalmannschaft der USA bei den Olympischen Winterspielen 2010 und stand zwischenzeitlich für Sportsnet und Hockey Night in Canada als TV-Experte vor der Kamera.

## Karriere

### Spielerkarriere und Studium
Brian Burke wurde in Providence geboren und wuchs im Bundesstaat Minnesota auf. Er kehrte später wieder in seine Geburtsstadt zurück und besuchte ab 1973 das Providence College, wo er Geschichte studierte und gleichzeitig für das Eishockeyteam der Universität spielte. 1977 schloss er sein Studium mit dem Bachelor of Arts ab, entschied sich allerdings zuerst eine Karriere als Eishockeyprofi zu beginnen, nachdem er einen Vertrag bei den Philadelphia Flyers aus der NHL unterschrieben hatte. Sein Debüt gab er gegen Ende der Saison 1976/77 bei den Springfield Indians aus der unterklassigen AHL. Im Sommer 1977 wechselte er innerhalb der Liga zu den Maine Mariners, für die er in 65 Ligaspielen drei Tore schoss und weitere fünf vorbereitete. Die Mariners gewannen schließlich nach erfolgreichen Bestreiten der Playoffs den Calder Cup.
Burke beendete allerdings daraufhin seine Spielerkarriere und entschied sich für ein weiteres Studium. An der Harvard Law School studierte Burke drei Jahre lang Jura und erhielt 1981 den Bachelor of Laws.

### Management
Die folgenden Jahre war er als Anwalt in Boston tätig und vertrat Eishockeyspieler aus der NHL, ehe er 1987 schließlich selbst in die Liga wechselte und von den Vancouver Canucks zum Director of Hockey Operations und Vize-Präsident ernannt wurde. 1992 verließ er das Franchise und wechselte innerhalb der Liga zu den Hartford Whalers, wo er den Posten als General Manager übernahm.
Doch nach nur einem Jahr wurde Burke entlassen und entschied sich der Ligaleitung anzuschließen, wo er Senior Vize-Präsident und Director of Hockey Operations wurde. Seine Hauptaufgabe hatte Burke im disziplinarischen Ausschuss der NHL, wodurch er über Strafen und Suspendierungen von Spielern zu entscheiden hatte.
Nach fünf Jahren auf dieser Position kehrte Burke zu den Vancouver Canucks als General Manager zurück und sollte das strauchelnde Team neustrukturieren. Zu einer der wichtigsten Amtshandlungen gehörte die Verpflichtung der Zwillinge Daniel und Henrik Sedin über den NHL Entry Draft, die bald zu den Stützen der Mannschaft gehören sollten. Unter Burkes Führung gelang den Canucks die Rückkehr in die Playoffs und 2004 gewannen sie erstmals den Titel der Northwest Division.
Allerdings wurde sein Vertrag nach der Saison nicht verlängert und im Sommer 2005 verpflichteten ihn die Mighty Ducks of Anaheim als neuen General Manager und Vize-Präsident. Als neuen Trainer holte Burke Randy Carlyle und mit den Verpflichtungen der Veterane Scott Niedermayer und Teemu Selänne gelangen ihm zwei wichtige Vertragsabschlüsse. Zudem holte er Chris Kunitz, der in den Jahren zuvor nicht überzeugen konnte, über den Waiver zurück nach Anaheim, der daraufhin die beste Saison seiner Karriere spielte und zu einer Stütze in der Mannschaft wurde.
Gleich in der ersten Saison unter Burke erreichten die Ducks das Finale der Western Conference, wo sie jedoch den Edmonton Oilers unterlagen. Burke gelang in der Sommerpause 2006 eine weitere wichtige  Verpflichtung, als er per Transfer Starverteidiger Chris Pronger von Edmonton nach Anaheim holte. Mit einem gutaufgestellten Kader gelang den Ducks schließlich in der Saison 2006/07 der Gewinn des Stanley Cup. Es wurden daraufhin weitere erfahrene Spieler verpflichtet, wie Mathieu Schneider und Todd Bertuzzi, der schon in Vancouver unter Burke spielte. Zudem blieb der Kader der Meisterschaft weitestgehend erhalten, jedoch gelang die Titelverteidigung nicht. Einen Monat nach Beginn der Saison 2008/09 gab Burke sein Amt als General Manager an Bob Murray ab, nachdem er eine Verlängerung seines Vertrags über den Sommer 2009 hinaus abgelehnt hatte, blieb aber vorerst in einer Beraterfunktion den Ducks erhalten. Am 29. November  wurde Brian Burke als neuer Präsident und General Manager der Toronto Maple Leafs vorgestellt, nachdem es schon in den Monaten zuvor Gerüchte darüber gegeben hatte. Am 9. Januar 2013 wurde er bei den Leafs von seinen Ämtern enthoben und in der Funktion des General Managers durch Dave Nonis ersetzt.
Im Sommer 2008 wurde Brian Burke zum General Manager der US-amerikanischen Nationalmannschaft für die Olympischen Winterspiele 2010 ernannt.
Neben seinen Aufgaben im Bereich des Eishockeysports war Burke auch als Gastprofessor an der British Columbia University School of Law tätig und ist Mitglied des National Sports Law Institute und der Sports Lawyers Association. Auf Grund seines langen Engagements in Kanada trägt er neben der US-amerikanischen Staatsbürgerschaft auch die kanadische.
2008 wurde ihm die Lester Patrick Trophy für seine Verdienste rund um den Eishockeysport in den Vereinigten Staaten verliehen.
Seit September 2013 hat er den Posten des President of Hockey Operations bei den Calgary Flames inne. Nach der Entlassung von Jay Feaster übernahm Burke interimsweise die Funktion des General Managers der Flames, ehe er im April 2014 Brad Treliving als seinen Nachfolger einstellte. Ende April 2018 trat er von seiner Position als President of Hockey Operations bei den Calgary Flames zurück. In der Folge war er regelmäßig für Sportsnet und Hockey Night in Canada als TV-Experte bzw. Analyst tätig, bevor er im Februar 2021 in die NHL zurückkehrte, als er von den Pittsburgh Penguins als President of Hockey Operations verpflichtet wurde. Bei diesen war er bis Ende der Saison 2022/23 tätig.

## Erfolge und Auszeichnungen

### Als Spieler
- 1978 Calder-Cup-Gewinn mit den Maine Mariners

### Als General Manager
- 2007 Stanley-Cup-Gewinn mit den Anaheim Ducks
- 2008 Lester Patrick Trophy
- 2023 Aufnahme in die United States Hockey Hall of Fame